# Fresse
Fresse é uma comuna francesa na região administrativa de Borgonha-Franco-Condado, no departamento de Alto Sona. Estende-se por uma área de 27,15 km². Em 2010 a comuna tinha 722 habitantes (densidade: 26,6 hab./km²).